# Rio de Janeiro Challenger 1981
Il Rio de Janeiro Challenger 1981 è stato un torneo di tennis facente parte della categoria ATP Challenger Series nell'ambito dell'ATP Challenger Series 1981. Il torneo si è giocato a Rio de Janeiro in Brasile dal 27 luglio al 2 agosto 1981 su campi in terra rossa.

## Vincitori

### Singolare
Julio Goes ha battuto in finale  Pablo Arraya con il punteggio di 6–3, 6–3

### Doppio
Givaldo Barbosa /  João Soares hanno battuto in finale  Guillermo Aubone /  Carlos Lando con il punteggio di 6–4, 6–3